# Aumusse

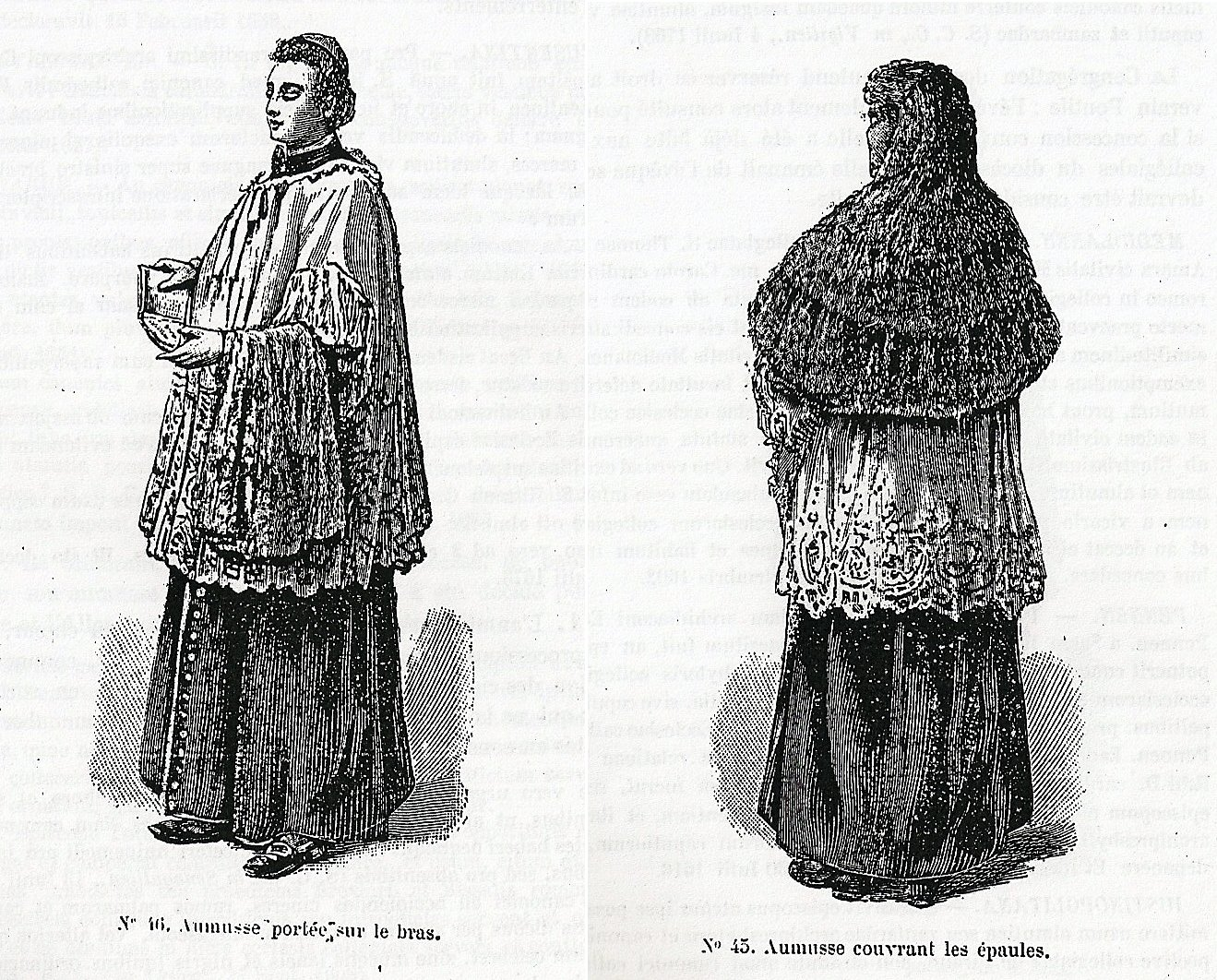
Chanoine portant l'aumusse

L'aumusse est un vêtement ecclésiastique, utilisé dans la liturgie catholique.

## Origine et utilisation
Portée au Moyen Âge par tous, hommes et femmes, pour se protéger du froid, l'aumusse était une coiffure couramment utilisée par les prêtres et les chanoines. Elle est devenue, comme partie du costume de chœur, un insigne distinctif des chanoines, concédé aussi aux bénéficiers de certains chapitres.
Originairement, elle est une coiffure-capuchon de fourrure descendant de la tête sur les épaules, ou un peu plus, ouverte en avant. Supplantée comme coiffure par la barrette, elle se mettait généralement sur les épaules quand on pouvait se couvrir de la barrette ; on l'ôtait des épaules et on la mettait sur le bras gauche quand on devait se lever. Presque disparue, elle était très répandue jusqu'à la fin du XVIIIe siècle. Elle se portait avec le surplis, soit toute l'année, soit l'été seulement, au lieu de la chape chorale d'hiver.
Elle se porte encore en hiver, dans certains chapitres cathédraux, au nord des Alpes, où elle a pris la forme d'une courte pèlerine de fourrure, analogue à la mosette ou au camail, agrafée sous le menton et munie d'un petit capuchon. Sa coupe la plus ancienne, qui avait subsisté en Italie du Nord, est celle d'un capuchon descendant de la tête sur les épaules, mais l'usage de s'en coiffer semblait déjà abandonné à la fin du XIXe siècle.
La forme de Rome taille la fourrure en un triangle allongé, porté indifféremment sur le bras gauche lorsqu'on est debout et sur le dos lorsqu'on est assis, l'angle le plus aigu étant placé sur l'épaule gauche.
L'aumusse est seulement en vair - blanc nuancé de gris -, en petit-gris, ou en fourrure noire ou brune, l'hermine ou les autres fourrures blanches n'étant pas admises car considérées comme marques des dignités supérieures. De son bord inférieur pendaient souvent de petites queues de la même fourrure.
L'évêque peut, de plein droit, accorder l'aumusse aux chanoines qui n'ont pas d'insigne propre, mais avec une doublure noire, la doublure violette ne pouvant être concédée que par Rome. Il peut fixer par décret la façon de la porter, soit sur le bras gauche, soit sur les épaules.